# 甘比諾犯罪家族
甘比諾犯罪家族（英語：Gambino crime family，[ɡamˈbiːno]）是美國紐約市有組織犯罪活動的「五大家族」之一，屬於被稱為美國黑手黨的全國性犯罪現象。該組織於1910年至1957年經歷了五次老闆選舉，以1963年麥克萊倫聽證會時的家族老闆卡羅·甘比諾的名字命名，當時有組織犯罪的結構首次受到公眾關注。該集團的業務範圍從紐約和東海岸延伸到加利福尼亞州。其非法活動包括勞工和建築敲詐勒索、賭博、借貸、勒索、洗錢、賣淫、欺詐、抢劫和買賣贓物。

## 歷史
甘比諾犯罪家族最早可以追溯到19世紀由義大利西西里巴勒莫移居至美國紐約市的義大利移民，他們之中有許多人出身自西西里黑手黨。在1900年代初期，伊尼亞齊奧·盧波在紐約市小義大利組織了名叫黑手幫（Mano Nera）的犯罪組織，是紐約市最早期的的義大利黑幫之一。同樣出生於巴勒莫的薩爾瓦托雷·達奎拉，在1906年移民至美國，加入伊尼亞齊奧·盧波的幫派，擔任隊長（Caporegime）。
地盤位於東哈林的朱塞佩·莫雷洛，與伊尼亞齊奧·盧波合作，組織了莫雷洛犯罪家族，是美國黑手黨最早的犯罪家族之一。擔任幫派老大的朱塞佩·莫雷洛，擁有教父（Capo dei capi）的頭銜。在1910年間，朱塞佩·莫雷洛與伊尼亞齊奧·盧波相繼因為偽造美元入獄。薩爾瓦托雷·達奎拉脫離了莫雷洛犯罪家族，組建自己的犯罪家族，稱為達奎拉犯罪家族，勢力主要在東哈林與布朗克斯，因為與莫雷洛犯罪家族爭奪在東哈林的地盤，雙方成為敵對關係。
2019年，甘比諾犯罪家族老大法蘭克·卡利（Francesco Calì）在紐約史泰登島的住宅門口，遭槍擊身亡。

## 外部連結
- Seize The Night: Gambino Crime Family
- Gambino Mafia Leadership 2009
- Gambino Mafia News